# Match sans point ni coup sûr

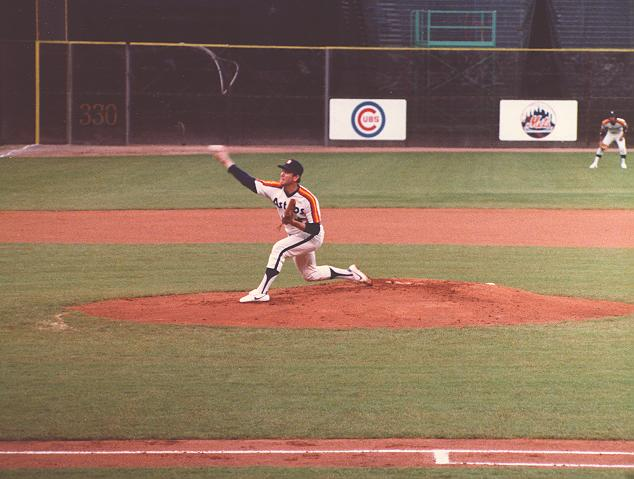
Avec sept matchs sans point ni coup sûr, Nolan Ryan est le recordman incontesté des Ligues majeures de baseball.

Au baseball, un match sans point ni coup sûr (appelé no-hitter en anglais ou parfois no-no) est un exploit réalisé par un (ou plus rarement, plusieurs) lanceurs n'accordant aucun coup sûr à l'adversaire durant un match.
Le mot vient de l'anglais no hits (pas de « frappes » ou coup sûr). En français, l'expression « match sans coup sûr » est aussi utilisée pour préciser les cas moins fréquents où un lanceur n'accorde aucun coup sûr à un adversaire qui réussit tout de même à marquer des points via d'autres moyens : des joueurs peuvent atteindre les buts, par exemple, en soutirant des but-sur-balles, en cas d'erreurs de la défensive, s'il y a un mauvais lancer, une balle passée ou si un frappeur est atteint d'un tir. Dans quelques cas très rares, une équipe a été victime d'un match sans coup sûr mais a quand même remporté la partie.
Un match parfait est un match sans coup sûr au cours duquel aucun joueur de l'équipe adverse n'atteint les sentiers, par aucun moyen que ce soit. Dans un match normal de 9 manches, sans prolongation, l'équipe adverse voit ses 27 frappeurs retirés dans l'ordre.
Pour un lanceur, un match sans point ni coup sûr est considéré comme un exploit rare et extraordinaire, et un match parfait l'est encore davantage.

## Définition des Ligues majeures de baseball

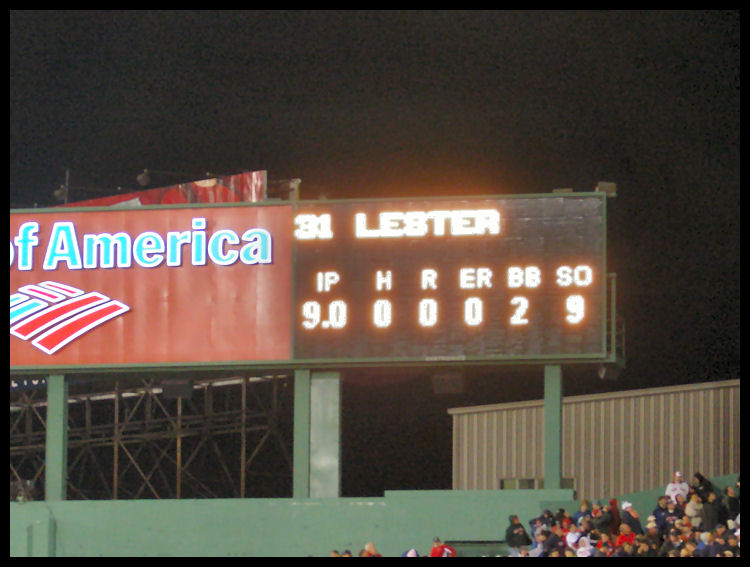
Le tableau indicateur du Fenway Park de Boston au terme du match sans point ni coup sûr lancé en 2008 par Jon Lester.

Voici traduite en français la définition d'un no-hitter, selon les règles officielles des Ligues majeures de baseball : « Un match sans coup sûr officiel survient lorsqu'un (ou plusieurs) lanceur(s) n'accorde(nt) aucun coup sûr durant le déroulement complet d'un match, soit au moins 9 manches ». Selon cette règle, un lanceur ayant lancé un match officiel de moins de 9 manches (ce qui survient lors d'une rencontre interrompue après 7 manches en raison du mauvais temps, et déclarée terminée, sans nécessité d'être reprise) ne sera pas crédité d'un match sans coup sûr s'il était en voie d'en réussir un; ne sera pas non plus crédité un lanceur ayant lancé 9 manches sans coup sûr, avant d'en céder un premier à l'adversaire pendant les manches supplémentaires de prolongation.
Depuis que ces précisions ont été émises par les Ligues majeures en 1991, quelques lanceurs ont effectivement lancé des parties sans coup sûr de moins de 9 manches qui autrement leur aurait valu d'apparaître dans le livre des records.

## Histoire et records
- À la conclusion de la saison régulière 2007, un total de 255 matchs sans point ni coup sûr avaient été lancés dans l'histoire des Ligues majeures de baseball, pour une moyenne de plus ou moins deux par saison. De ce nombre, seulement 17 matchs sans coup sûr étaient aussi des matchs parfaits.

- Le premier match sans coup sûr fut lancé par George Bradley en 1876. Son équipe, les Brown Stockings de Saint-Louis triompha des Dark Blues de Hartford.

- Considéré comme le roi incontesté des matchs sans coup sûrs, Nolan Ryan détient le record de tous les temps pour le plus grand nombre de no-hitters en carrière, lui qui en lança 7 avec trois équipes différentes. Il est aussi, à 44 ans, le lanceur le plus âgé à avoir accompli pareil exploit. Derrière Nolan Ryan, on retrouve Sandy Koufax avec 4 matchs sans coup sûr, alors que Cy Young et Bob Feller en réussirent trois chacun. Au total, seulement 28 lanceurs dans toute l'histoire du baseball majeur ont lancé plus d'un no-hitter[2]. Parmi ces joueurs, Randy Johnson est celui dont les 2 matchs sans coup sûr ont été le plus espacés (le premier étant un match parfait le 2 juin 1990 puis le second un match sans point ni coup sûr, près de 14 ans plus tard, le 18 mai 2004). À l'opposé, les deux les plus rapprochés furent ceux de Johnny Vander Meer, qui en 1938 fut le premier (et à ce jour le seul) lanceur à réussir des no-hitters lors de deux départs consécutifs.

- Il est arrivé deux fois dans l'histoire que deux matchs sans coup sûr soient lancés le même jour : Ted Breitenstein et Jim Hughes le 22 avril 1898, puis Dave Stewart et Fernando Valenzuela le 29 juin 1990.

- Le record pour le plus de matchs sans coup sûr en une même saison est de 7, une situation qui s'est produite en 1990, 1991, 2012 et 2015[3].

## Matchs sans coup sûr combinés
Un match sans coup sûr est en règle générale, mais pas obligatoirement, l'œuvre d'un seul lanceur. Pour diverses raisons, plusieurs artilleurs pourraient être appelés au monticule durant la partie. Dans l'histoire des Ligues majeures, on recense 11 matchs sans coup sûr « combinés ».
Le premier s'est produit le 23 juin 1917, alors que le légendaire Babe Ruth entreprit le match au monticule pour les Red Sox de Boston. Cependant, après avoir alloué un but-sur-balles au premier frappeur du match, Ruth fut expulsé pour avoir argumenté avec l'arbitre. Ernie Shore le remplaça. Après que le coureur fut retiré en essayant de voler le deuxième, Shore retira dans l'ordre les 26 frappeurs suivants. Le match sans coup sûr fut crédité conjointement à Ruth et Shore.
Le seul match sans point ni coup sûr combiné à avoir été réussi en manches supplémentaires se produisit le 12 juillet 1997, le partant Francisco Córdova lançant les 9 manches régulières et le releveur Ricardo Rincón la 10e, dans un gain de 3-0 des Pirates de Pittsburgh sur Houston.
Le record pour le plus grand nombre de lanceurs employés lors d'un match sans coup sûr est de six, par les Astros de Houston, le 11 juin 2003 contre les Yankees de New York. Furent crédités de l'exploit : le partant Roy Oswalt et les releveurs Pete Munro, Kirk Saarloos, Brad Lidge, Octavio Dotel et Billy Wagner. Le 6 juin 2012, six lanceurs des Mariners de Seattle (Kevin Milwood, Charlie Furbush, Stephen Pryor, Lucas Luetge, Brandon League, Tom Wilhelmsen) égalent ce record contre les Dodgers de Los Angeles.
Un seul lanceur dans l'histoire fut crédité de plus d'un match sans coup sûr, comme lanceur partant et en tant que lanceur de relève. Il s'agit de Mike Witt, qui réussit un match parfait de 1 à 0 pour les Angels de la Californie contre les Rangers du Texas le 30 septembre 1984, puis lança les deux dernières manches d'une victoire de 1-0 des Angels sur les Mariners de Seattle en relève du partant Mark Langston, le 11 avril 1990.

### Liste des matchs sans coup sûr combinés
| Date               | Lanceurs et manches lancées                                                                                                 | Équipe                     | Adversaire                | Lieu                                     |
| ------------------ | --- | -------------------------- | ------------------------- | ---------------------------------------- |
| 23 juin 1917       | Babe Ruth (un frappeur), Ernie Shore (9 manches)                                                                            | Red Sox de Boston 4        | Senators de Washington 0  | Fenway Park, Boston                      |
| 30 avril 1967      | Steve Barber (8 2/3 manches), Stu Miller (1/3 manche)                                                                       | Orioles de Baltimore 1     | Tigers de Détroit 2       | Memorial Stadium, Baltimore              |
| 28 septembre 1975  | Vida Blue (5), Glenn Abbott (1), Paul Lindblad (1), Rollie Fingers (2)                                                      | Athletics d'Oakland 5      | Angels de la Californie 0 | Oakland-Alameda County Coliseum, Oakland |
| 28 juillet 1976    | Blue Moon Odom (5), Francisco Barrios (4)                                                                                   | White Sox de Chicago 2     | Athletics d'Oakland 1     | Oakland-Alameda County Coliseum, Oakland |
| 11 avril 1990      | Mark Langston (7), Mike Witt (2)                                                                                            | Angels de la Californie 1  | Mariners de Seattle 0     | Anaheim Stadium, Anaheim                 |
| 13 juillet 1991    | Bob Milacki (6), Mike Flanagan (1), Mark Williamson (1), Gregg Olson (1)                                                    | Orioles de Baltimore 2     | Athletics d'Oakland 0     | Oakland-Alameda County Coliseum, Oakland |
| 11 septembre 1991  | Kent Mercker (6), Mark Wohlers (2), Alejandro Peña (1)                                                                      | Braves d'Atlanta 1         | Padres de San Diego 0     | Atlanta-Fulton County Stadium, Atlanta   |
| 12 juillet 1997    | Francisco Córdova (9), Ricardo Rincón (1)                                                                                   | Pirates de Pittsburgh 3    | Astros de Houston 0       | Three Rivers Stadium, Pittsburgh         |
| 11 juin 2003       | Roy Oswalt (1), Pete Munro (2 2/3), Kirk Saarloos (1 1/3), Brad Lidge (2), Octavio Dotel (1), Billy Wagner (1)              | Astros de Houston 8        | Yankees de New York 0     | Yankee Stadium, New York                 |
| 8 juin 2012        | Kevin Milwood (6), Charlie Furbush (2/3), Stephen Pryor (1/3), Lucas Luetge (1/3), Brandon League (2/3), Tom Wilhelmsen (1) | Mariners de Seattle 1      | Dodgers de Los Angeles 0  | Safeco Field, Seattle                    |
| 1er septembre 2014 | Cole Hamels (6), Jake Diekman (1), Ken Giles (1), Jonathan Papelbon (1)                                                     | Phillies de Philadelphie 7 | Braves d'Atlanta 0        | Turner Field, Atlanta                    |

## Matchs sans coup sûr par des joueurs recrues

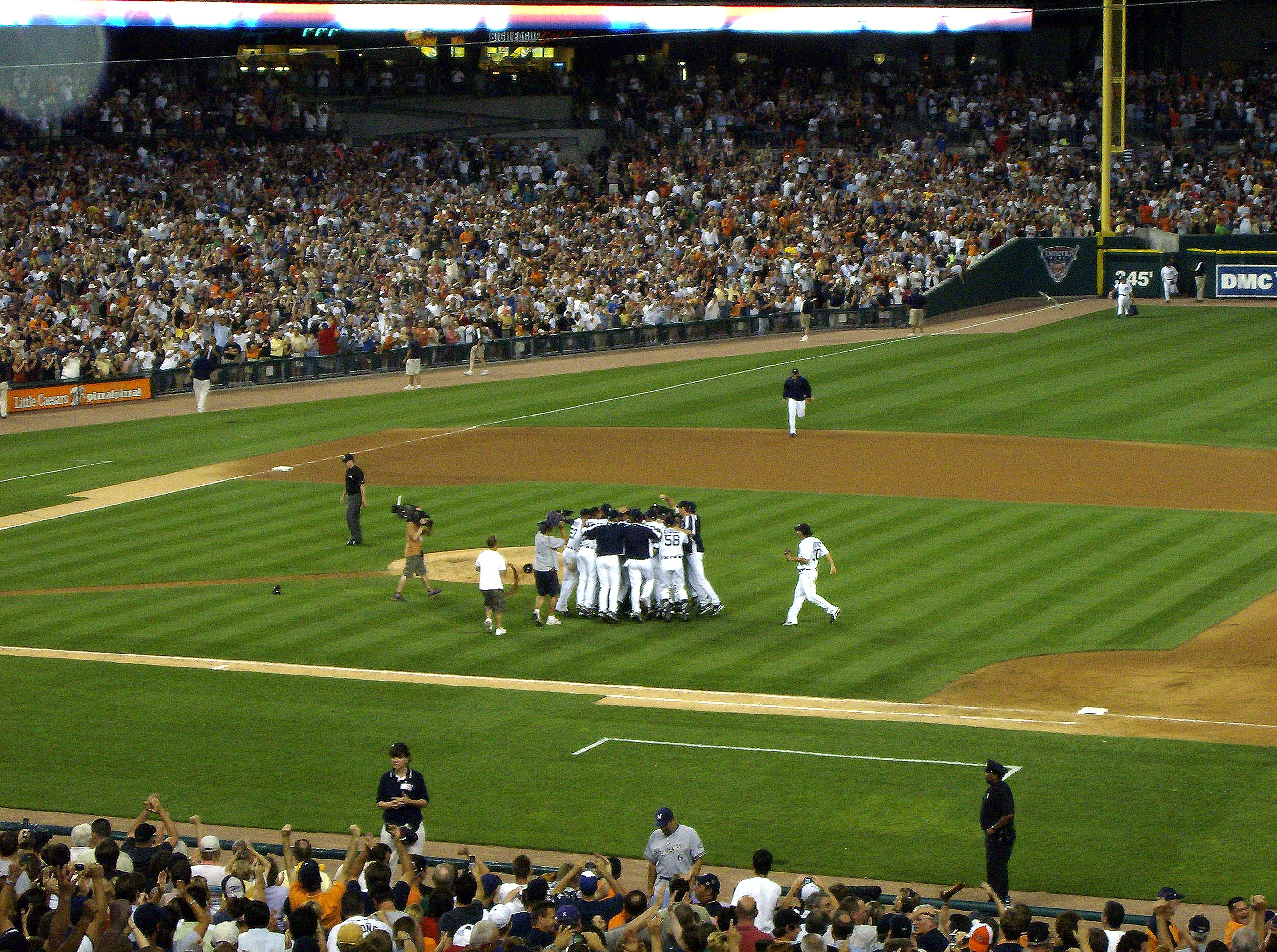
Justin Verlander, ici fêté par ses coéquipiers des Tigers de Détroit, a réussi un match sans point ni coup sûr à sa deuxième année complète, en 2007.

Un match sans point ni coup sûr est considéré comme un fait d'exception, mais n'est pas nécessairement l'apanage de la crème des lanceurs du baseball. En effet, la part de chance et de malchance qui influe sur la réalisation d'un tel exploit a fait en sorte que plusieurs lanceurs étoiles, membres du Temple de la renommée du baseball, n'ont jamais lancé de partie sans coup sûr, alors qu'à l'opposé certains joueurs y étant parvenu ne comptent guère d'autres accomplissements. C'est le cas de Bumpus Jones des Reds de Cincinnati, qui lança un match sans point ni coup sûr à son premier match dans les majeures, le 15 octobre 1892. Jones ne participa au total qu'à 8 matchs dans les grandes ligues, terminant sa carrière avec 2 victoires et 4 défaites, et une moyenne de points mérités misérable de 7,99.
Quant à Bobo Holloman, il lança un match sans point ni coup sûr pour les Browns de St. Louis en 1953 à son tout premier départ dans les ligues majeures (il ne s'agissait toutefois pas de son premier match, ayant déjà fait quelques apparitions en relève plus tôt dans la saison). Le no-hitter de Holloman s'avéra la première de ses... trois victoires dans les ligues majeures (contre 7 défaites), toutes survenues en 1953.
Plus récemment, en 2001, Bud Smith, des Cardinals de St. Louis, lança un no-hitter vers la fin de sa saison recrue. Il entreprit la saison suivante chez les Cardinals, mais fut rapidement retourné aux ligues mineures après de mauvaises performances. Il ne lança plus jamais dans les majeures...
Fait notable : Wilson Alvarez, des White Sox de Chicago, réussit un match sans point ni coup sûr à son second départ dans les majeures, alors que lors d'un premier départ en carrière pour le moins ardu il avait été chassé du match après avoir alloué deux coups de circuits et trois points, sans même avoir retiré un frappeur adverse.
Le 1er septembre 2007, Clay Buchholz, des Red Sox de Boston, réussit lui aussi un match sans coup sûr à son deuxième départ dans les majeurs, lors d'un gain sans équivoque de 10-0 sur Baltimore.
Depuis 1901, 21 recrues ont réussi un match sans coup sûr. Aucun n'en a réussi deux.

## Match d'ouverture
Le seul match sans point ni coup sûr lors du match inaugural de la saison eut lieu en 1940, un 16 avril, et fut le travail de Bob Feller des White Sox de Chicago.
À l'opposé, quatre no-hitters furent réussis lors de la dernière rencontre de la saison régulière : celui de Bumpus Jones le 15 octobre 1892 pour les Reds de Cincinnati face aux Pirates de Pittsburgh ; le 28 septembre 1975, quatre lanceurs des A's d'Oakland (Vida Blue, Glenn Abbott, Paul Lindblad et Rollie Fingers) se partagent l'exploit contre les Angels de la Californie ; le 30 septembre 1984, Mike Witt des Angels lance une partie parfaite contre les Rangers du Texas ; le 28 septembre 2014, Jordan Zimmermann lance un match sans coup sûr pour Washington contre Miami.

## Séries d'après-saison et Série mondiale
Le 8 octobre 1956, Don Larsen devint le premier lanceur à réussir un match sans point ni coup sûr en Série mondiale, dans un triomphe de 2-0 des Yankees de New York sur les Dodgers de Brooklyn. Larsen réussit en fait un match parfait, le seul de l'histoire réussi en Série mondiale ou même en séries éliminatoires. Cet exploit survint lors du match #5 de la série finale, remportée par les Yankees en sept affrontements, et à la conclusion de laquelle Larsen fut nommé joueur par excellence de la Série mondiale.
Roy Halladay réussit le deuxième match sans point ni coup sûr de l'histoire des éliminatoires le 6 octobre 2010 à Philadelphie dans une victoire de son équipe, les Phillies, 4-0 sur les Reds de Cincinnati. Halladay, qui effectuait de surcroît ses débuts en éliminatoires à sa 13e saison dans les majeures, n'affronte qu'un frappeur de plus que le minimum, ratant le match parfait par un but-sur-balles. Auteur d'un match parfait au mois de mai précédent, Halladay est le seul lanceur de l'histoire à réussir une partie sans coup sûr en saison régulière et une autre en éliminatoires.

## Défaites malgré un match sans coup sûr
Il n'est arrivé qu'à deux reprises que soient lancés des matchs sans point ni coup sûr de neuf manches dans une défaite. Le 23 avril 1964, Ken Johnson des Houston Colt 45's est défait 1-0 par les Reds de Cincinnati, sans avoir accordé de coup sûr en neuf manches. Le 30 avril 1967, Steve Barber et Stu Miller, des Orioles de Baltimore, n'accordent aucun coup sûr en neuf manches aux Tigers de Detroit mais ces derniers l'emportent tout de même 2 à 1.
Dans le cas de trois autres lanceurs, Silver King en 1890, Andy Hawkins en 1990 et Matt Young en 1992, huit manches sans coup sûr ont été réussies, mais lors d'un match mené (et remporté) par l'équipe locale. Dans ces cas particuliers, après que l'équipe visiteuse, tirant de l'arrière dans le match, ait été retirée en début de 9e manche sans avoir su créer l'égalité, il n'est d'aucune utilité que l'équipe locale revienne au bâton en fin de 9e. Les trois lanceurs précédemment cités n'eurent donc pas l'occasion de compléter (ou gâcher) un no-hitter; ils ont donc lancé des matchs sans coup sûrs non officiels de huit manches, dans des matchs de surcroît perdus par leur équipe. Le 28 juin 2008, une situation similaire se produit pour la première fois depuis 1992 alors que les Dodgers de Los Angeles ne frappent aucun coup sûr contre les Angels de Los Angeles d'Anaheim mais l'emportent tout de même 1-0. Jered Weaver (six manches) et José Arredondo (deux manches) se succèdent au monticule pour les Angels.

## Matchs sans coup sûr potentiels brisés en prolongation
Quatorze matchs sans coup sûr potentiels, incluant deux parties parfaites, ont été gaspillés en manches supplémentaires, après 9 manches régulières sans coup sûr.
Parmi ces quelques cas : le 2 mai 1917, les lanceurs partants Fred Toney des Reds de Cincinnati et Hippo Vaughn des Cubs de Chicago n'accordent aucun coup sûr à l'adversaire durant les 9 premières manches, durant lesquelles persiste une égalité de 0-0. Les Reds remportent la partie (et mettent fin aux prétentions de Vaughn) en frappant deux coups sûrs et inscrivant un point en dixième manche. Fred Toney, de son côté, retire dans l'ordre les Cubs lorsque ceux-ci reviennent au bâton, et est crédité d'un match sans point ni coup sûr de 10 manches. Cet affrontement est à ce jour le seul match de baseball majeur où aucune équipe ne frappa de coup sûr lors des 9 manches régulières.
En 1959, Harvey Haddix, des Pirates de Pittsburgh s'illustre avec rien de moins que 12 manches parfaites... avant de perdre le match sans coup sûr aux mains des Braves de Milwaukee, qui remportent la partie en 13e manche.
Le 3 juin 1995, Pedro Martínez des Expos de Montréal lance 9 manches parfaites contre les Padres, à San Diego, mais le premier frappeur de la 10e manche, Bip Roberts, brise son match parfait avec un coup sûr.
Le dernier lanceur à perdre un match sans coup sûr en manches supplémentaires est Rich Hill des Dodgers de Los Angeles le 23 août 2017 à Pittsburgh. Parfait pendant 8 manches, Hill perd son match parfait sur une erreur d'un coéquipier en 9e reprise, mais maintient une partie sans coup sûr pendant 9 manches, durant lesquelles le match demeure égal 0-0. Hill perd le match sans coup sûr lorsque le premier frappeur en fin de 10e manche, Josh Harrison, frappe un coup de circuit pour faire gagner les Pirates de Pittsburgh, 1-0.

## Autres
- Le premier match sans point ni coup sûr après que la distance entre le monticule du lanceur et le marbre fut changée pour 60 pieds 6 pouces fut lancé en 1893 par Bill Hawke des Orioles de Baltimore, aux dépens des Senators de Washington.
- En 1999 la Ligue majeure de baseball a élu l'équipe du siècle de baseball. Six des neuf lanceurs sélectionnés avaient lancé au moins un match sans coup sûr.
- Aucun match sans coup sûr n'a été réussi au Forbes Field, qui fut le domicile des Pirates de Pittsburgh pendant un total de 62 saisons (de 1909 à 1970).

## Équipes et matchs sans coup sûr
Parmi les équipes faisant actuellement partie des Ligues majeures de baseball, seulement une n'a jamais eu la chance de voir un de ses lanceurs accomplir un match sans coup sûr : les Padres de San Diego, qui ont intégré la ligue en 1969. Les Mets de New York, qui ont disputé leur première saison en 1962, doivent attendre 2012 pour réussir leur première partie sans coup sûr.
En revanche, chaque club de l'ère moderne du baseball a été victime d'au moins un match sans coup sûr.
Pour une équipe, le record pour la plus longue séquence sans être victime d'un match sans coup sûr est de 7 920 parties en près de 50 ans : les Cubs de Chicago frappent au moins un coup sûr à chaque match entre le match parfait réussi contre eux par Sandy Koufax le 9 septembre 1965 et la partie sans coup sûr de Cole Hamels à Chicago le 25 juin 2015. Le précédent record, battu en 2010, appartenait aux Yankees de New York, qui n'avaient pas été victimes d'un match sans coup sûr en 44 ans et 264 jours, soit du 20 septembre 1958 au 11 juin 2003.
Après la fin de cette séquence des Cubs en juillet 2015, les Reds de Cincinnati sont l'équipe qui n'a pas subi un match sans coup sûr depuis le plus longtemps, soit depuis celui lancé contre eux par Rick Wise des Phillies de Philadelphie le 23 juin 1971,, mais cette série prend fin après 46 saisons, le 21 août 2016 lorsqu'ils sont battus par Jake Arrieta des Cubs. Après la saison 2017, le club n'ayant pas été victime d'un match sans coup sûr est les Athletics d'Oakland, qui n'en ont pas subi un depuis le 13 juillet 1991.

## Liste des matchs sans coup sûr au baseball majeur depuis 2000
En caractères gras, les matchs parfaits :

### Ligue nationale
| Date               | Lanceur                      | Match                                                                   |
| ------------------ | ---------------------------- | ----------------------------------------------------------------------- |
| 12 mai 2001        | A.J. Burnett                 | Marlins de la Floride 3 Padres de San Diego 0                           |
| 3 septembre 2001   | Bud Smith                    | Cardinals de Saint-Louis 4 Padres de San Diego 0                        |
| 27 avril 2003      | Kevin Millwood               | Phillies de Philadelphie 1 Giants de San Francisco 0                    |
| 11 juin 2003       | Roy Oswalt (1 manche)        | Astros de Houston 8 Yankees de New York 0                               |
| 11 juin 2003       | Pete Munro (2 2/3 manches)   | Astros de Houston 8 Yankees de New York 0                               |
| 11 juin 2003       | Kirk Saarloos (1 1/3 manche) | Astros de Houston 8 Yankees de New York 0                               |
| 11 juin 2003       | Brad Lidge (2 manches)       | Astros de Houston 8 Yankees de New York 0                               |
| 11 juin 2003       | Octavio Dotel (1 manche)     | Astros de Houston 8 Yankees de New York 0                               |
| 11 juin 2003       | Billy Wagner (1 manche)      | Astros de Houston 8 Yankees de New York 0                               |
| 18 mai 2004        | Randy Johnson                | Diamondbacks de l'Arizona 2 Braves d'Atlanta 0                          |
| 6 septembre 2006   | Aníbal Sánchez               | Marlins de la Floride 2 Diamondbacks de l'Arizona 0                     |
| 14 septembre 2008  | Carlos Zambrano              | Cubs de Chicago 5 Astros de Houston 0                                   |
| 10 juillet 2009    | Jonathan Sánchez             | Giants de San Francisco 8 Padres de San Diego 0                         |
| 17 avril 2010      | Ubaldo Jimenez               | Rockies du Colorado 4 Braves d'Atlanta 0                                |
| 29 mai 2010        | Roy Halladay                 | Phillies de Philadelphie 1 Marlins de Floride 0                         |
| 25 juin 2010       | Edwin Jackson                | Diamondbacks de l'Arizona 1 Rays de Tampa Bay 0                         |
| 6 octobre 2010     | Roy Halladay                 | Phillies de Philadelphie 4 Reds de Cincinnati 0 (en Série de divisions) |
| 1er juin 2012      | Johan Santana                | Mets de New York 8 Cardinals de Saint-Louis 0                           |
| 13 juin 2012       | Matt Cain                    | Giants de San Francisco 10 Astros de Houston 0                          |
| 28 septembre 2012  | Homer Bailey                 | Reds de Cincinnati 1 Pirates de Pittsburgh 0                            |
| 2 juillet 2013     | Homer Bailey                 | Reds de Cincinnati 3 Giants de San Francisco 0                          |
| 13 juillet 2013    | Tim Lincecum                 | Giants de San Francisco 9 Padres de San Diego 0                         |
| 29 septembre 2013  | Henderson Álvarez            | Marlins de Miami 1 Tigers de Détroit 0                                  |
| 25 mai 2014        | Josh Beckett                 | Dodgers de Los Angeles 6 Phillies de Philadelphie 0                     |
| 18 juin 2014       | Clayton Kershaw              | Dodgers de Los Angeles 8 Rockies du Colorado 0                          |
| 25 juin 2014       | Tim Lincecum                 | Giants de San Francisco 4 Padres de San Diego 0                         |
| 1er septembre 2014 | Cole Hamels (6 manches)      | Phillies de Philadelphie 7 Braves d'Atlanta 0                           |
| 1er septembre 2014 | Jake Diekman (1 manche)      | Phillies de Philadelphie 7 Braves d'Atlanta 0                           |
| 1er septembre 2014 | Ken Giles (1 manche)         | Phillies de Philadelphie 7 Braves d'Atlanta 0                           |
| 1er septembre 2014 | Jonathan Papelbon (1)        | Phillies de Philadelphie 7 Braves d'Atlanta 0                           |
| 28 septembre 2014  | Jordan Zimmermann            | Nationals de Washington 1 Marlins de Miami 0                            |
| 9 juin 2015        | Chris Heston                 | Giants de San Francisco 5 Mets de New York 0                            |
| 20 juin 2015       | Max Scherzer                 | Nationals de Washington 6 Pirates de Pittsburgh 0                       |
| 25 juillet 2015    | Cole Hamels                  | Phillies de Philadelphie 5 Cubs de Chicago 0                            |
| 30 août 2015       | Jake Arrieta                 | Cubs de Chicago 2 Dodgers de Los Angeles 0                              |
| 3 octobre 2015     | Max Scherzer                 | Nationals de Washington 2 Mets de New York 0                            |
| 21 août 2016       | Jake Arrieta                 | Cubs de Chicago 16 Reds de Cincinnati 0                                 |
| 3 juin 2017        | Edinson Vólquez              | Marlins de Miami 3 Diamondbacks de l'Arizona 0                          |

### Ligue américaine
| Date               | Lanceur                      | Match                                          |
| ------------------ | ---------------------------- | ---------------------------------------------- |
| 4 avril 2001       | Hideo Nomo                   | Red Sox de Boston 3 Orioles de Baltimore 0     |
| 27 avril 2002      | Derek Lowe                   | Red Sox de Boston 10 Devil Rays de Tampa Bay 0 |
| 18 avril 2007      | Mark Buehrle                 | White Sox de Chicago 6 Rangers du Texas 0      |
| 12 juin 2007       | Justin Verlander             | Tigers de Detroit 4 Brewers de Milwaukee 0     |
| 1er septembre 2007 | Clay Buchholz                | Red Sox de Boston 10 Orioles de Baltimore 0    |
| 19 mai 2008        | Jon Lester                   | Red Sox de Boston 7 Royals de Kansas City 0    |
| 23 juillet 2009    | Mark Buerhle                 | White Sox de Chicago 5 Rays de Tampa Bay 0     |
| 9 mai 2010         | Dallas Braden                | Athletics d'Oakland 4 Rays de Tampa Bay 0      |
| 26 juillet 2010    | Matt Garza                   | Rays de Tampa Bay 5 Tigers de Détroit 0        |
| 3 mai 2011         | Francisco Liriano            | Twins du Minnesota 1 White Sox de Chicago 0    |
| 7 mai 2011         | Justin Verlander             | Tigers de Detroit 9 Blue Jays de Toronto 0     |
| 27 juillet 2011    | Ervin Santana                | Angels de Los Angeles 3 Indians de Cleveland 1 |
| 21 avril 2012      | Philip Humber                | White Sox de Chicago 4 Mariners de Seattle 0   |
| 2 mai 2012         | Jered Weaver                 | Angels de Los Angeles 9 Twins du Minnesota 0   |
| 8 juin 2012        | Kevin Milwood (6 manches)    | Mariners de Seattle 1 Dodgers de Los Angeles 0 |
| 8 juin 2012        | Charlie Furbush (2/3 manche) | Mariners de Seattle 1 Dodgers de Los Angeles 0 |
| 8 juin 2012        | Stephen Pryor (1/3 manche)   | Mariners de Seattle 1 Dodgers de Los Angeles 0 |
| 8 juin 2012        | Lucas Luetge (1/3 manche)    | Mariners de Seattle 1 Dodgers de Los Angeles 0 |
| 8 juin 2012        | Brandon League (2/3 manche)  | Mariners de Seattle 1 Dodgers de Los Angeles 0 |
| 8 juin 2012        | Tom Wilhelmsen (1 manche)    | Mariners de Seattle 1 Dodgers de Los Angeles 0 |
| 15 août 2012       | Félix Hernández              | Mariners de Seattle 1 Rays de Tampa Bay 0      |
| 12 août 2015       | Hisashi Iwakuma              | Mariners de Seattle 3 Orioles de Baltimore 0   |
| 21 août 2015       | Mike Fiers                   | Astros de Houston 3 Dodgers de Los Angeles 0   |